# Witternesse
Witternesse és un municipi francès situat al departament del Pas de Calais i a la regió dels Alts de França. L'any 2007 tenia 567 habitants.

## Demografia

### Població
El 2007 la població de fet de Witternesse era de 567 persones. Hi havia 214 famílies de les quals 52 eren unipersonals (24 homes vivint sols i 28 dones vivint soles), 67 parelles sense fills, 83 parelles amb fills i 12 famílies monoparentals amb fills.
La població ha evolucionat segons el següent gràfic:
Habitants censats

### Habitatges
El 2007 hi havia 221 habitatges, 213 eren l'habitatge principal de la família, 2 eren segones residències i 5 estaven desocupats. 219 eren cases i 1 era un apartament. Dels 213 habitatges principals, 184 estaven ocupats pels seus propietaris, 25 estaven llogats i ocupats pels llogaters i 5 estaven cedits a títol gratuït; 1 tenia una cambra, 1 en tenia dues, 24 en tenien tres, 56 en tenien quatre i 132 en tenien cinc o més. 161 habitatges disposaven pel capbaix d'una plaça de pàrquing. A 87 habitatges hi havia un automòbil i a 94 n'hi havia dos o més.

### Piràmide de població
La piràmide de població per edats i sexe el 2009 era:
| Homes | Edats   | Dones |
| ----- | ------- | ----- |
| 0     | 95 o +  | 0     |
| 0     | 90 a 94 | 0     |
| 0     | 85 a 89 | 4     |
| 4     | 80 a 84 | 12    |
| 20    | 75 a 79 | 20    |
| 4     | 70 a 74 | 0     |
| 20    | 65 a 69 | 20    |
| 12    | 60 a 64 | 4     |
| 20    | 55 a 59 | 12    |
| 4     | 50 a 54 | 8     |
| 24    | 45 a 49 | 28    |
| 44    | 40 a 44 | 36    |
| 24    | 35 a 39 | 24    |
| 8     | 30 a 34 | 12    |
| 20    | 25 a 29 | 8     |
| 8     | 20 a 24 | 8     |
| 36    | 15 a 19 | 28    |
| 24    | 10 a 14 | 16    |
| 16    | 5 a 9   | 16    |
| 4     | 0 a 4   | 8     |

## Economia
El 2007 la població en edat de treballar era de 360 persones, 237 eren actives i 123 eren inactives. De les 237 persones actives 213 estaven ocupades (126 homes i 87 dones) i 24 estaven aturades (8 homes i 16 dones). De les 123 persones inactives 33 estaven jubilades, 34 estaven estudiant i 56 estaven classificades com a «altres inactius».

### Ingressos
El 2009 a Witternesse hi havia 217 unitats fiscals que integraven 572 persones, la mediana anual d'ingressos fiscals per persona era de 15.687,5 €.

### Activitats econòmiques
Dels 7 establiments que hi havia el 2007, 1 era d'una empresa extractiva, 4 d'empreses de comerç i reparació d'automòbils, 1 d'una empresa de transport i 1 d'una entitat de l'administració pública.
L'únic servei als particulars que hi havia el 2009 era un taller de reparació d'automòbils i de material agrícola.
L'any 2000 a Witternesse hi havia 13 explotacions agrícoles que ocupaven un total de 378 hectàrees.

## Equipaments sanitaris i escolars
El 2009 hi havia una escola elemental integrada dins d'un grup escolar amb les comunes properes formant una escola dispersa.

## Poblacions més properes
El següent diagrama mostra les poblacions més properes.